# Station Landivisiau
Station Landivisiau is een spoorwegstation in de Franse gemeente Landivisiau in Bretagne. Het wordt bediend door treinen van het netwerk TER Bretagne op het traject Brest -  Morlaix.